# Zygothrica samoaensis
Zygothrica samoaensis är en tvåvingeart som beskrevs av Malloch 1934. Zygothrica samoaensis ingår i släktet Zygothrica och familjen daggflugor. Inga underarter finns listade i Catalogue of Life.